# Sirticz
Sirticz (ros. Сиртич) – wieś w Rosji, w Dagestanie, w rejonie tabasarańskim. W 2010 liczyła 3976 mieszkańców, głównie Tabasaranów.